# Demi (álbum)
Demi é o quarto álbum de estúdio da cantora norte-americana Demi Lovato. Foi lançado oficialmente em 14 de maio de 2013 pela gravadora Hollywood Records. Em alguns países da Oceania e Europa, o álbum foi lançado no dia 10 do mesmo mês. Vendeu 110 mil cópias em sua primeira semana nos Estados Unidos, dois mil a mais que a antiga melhor semana de vendas de Lovato, o que lhe rendeu uma estreia na terceira posição da Billboard 200.
Em 2015, o álbum recebeu o certificado de diamante pela Associação Brasileira dos Produtores de Discos (APBD), após atingir a marca de 160 mil cópias vendidas.

## Precedentes
Lovato começou a trabalhar no disco em setembro de 2012. Na época, ela cedeu algumas entrevistas nas quais comentou sobre o rumo que o trabalho estava tomando: "[O álbum] ainda será pop. Mas quero manter distância de EDM e dubstep. Eu gostaria de escutar instrumentos reais na rádio. Acho que há uma maneira de combinar isso com melodias cativantes. Fun. faz isso bem, assim como Gotye e Taylor Swift". As novas canções, ela afirmou, seriam "menos dance-pop" que as de Unbroken, já que não considera que esse subgênero "expresse quem é musicalmente" e que pretendia lançar algo que as pessoas "pudessem ouvir por um tempo, não apenas uma tendência" e que tivesse "emoção".
Em 1 de abril de 2013, foi anunciado que o disco seria chamado apenas Demi, e sua arte da capa foi revelada; nela, Lovato é mostrada coberta com tinta corporal prateada. Demi trabalhou com compositores/produtores como The Suspex (Mitch Allan e Jason Evigan), Priscilla Renea, Ryan Tedder, Emanuel Kiriakou, Carl Falk, Rami Yacoub, Savan Kotecha, Ali Tamposi, The Monsters & Strangerz, Jonas Jeberg, Anne Preven e Matt Rad no projeto. Algumas das canções serão continuações de outras já lançadas pela artista, entre elas "Skyscraper", e uma das faixas tem a participação de Cher Lloyd.

## Singles
"Heart Attack" foi lançado como o primeiro single do álbum em 24 de fevereiro de 2013. A canção foi escrita por Mitch Allan, Jason Evigan, Sean Douglas e Nikki Williams, e produzida por The Suspex. O vídeo de "Heart Attack" foi filmado em 13 de março de 2013, e lançado em 9 de abril do mesmo ano. Demi cantou a música ao vivo no Good Morning America e no Jimmy Kimmel Live. Alcançou a décima posição na parada Hot 100 da Billboard, tornando-se terceira canção de Lovato a conseguir isso. Em maio de 2013, foi certificada platina nos Estados Unidos.
"Made in the USA" foi anunciada como o segundo single do álbum, a ser enviado para as rádios americanas no dia 2 de julho de 2013. A canção foi escrita por Jonas Jeberg, Jason Evigan, Corey Chorus, Blair Perkins e a própria Lovato, e produzida por Jonas Jeberg, com co-produção de Jason Evigan. O vídeo de "Made in the USA" foi filmado em março de 2013, co-dirigido pela cantora, e contou com a "participação surpresa de alguns atores". O  lançamento do videoclipe ocorreu no dia 17 de julho no canal VEVO da cantora.
"Neon Lights" O terceiro single do álbum DEMI foi anunciado em 29 de setembro de 2013 e enviada para as radios em 05 de novembro de 2013. A canção foi escrita por Mario Marchetti, Tiffany Vartanyan, Ryan Tedder, Noel Zancanella, e a própria Lovato, e produzida por Tedder, Zancanella. O video musical de "Neon Lights" foi filmado em outubro de 2013 e lançado dia 21 de Novembro de 2013, e contou com a participação de seus amigos e familiares.
"Really Don't Care" é o quarto e último single de divulgação do álbum "DEMI", canção que conta com a participação da cantora britânica Cher Lloyd. A canção foi enviada para as rádios no dia 20 de maio de 2014. A música foi escrita por Carl Falk, Rami Yacoub, Savan Kotecha, Cher Lloyd e da própria Demi Lovato. O lyric video da música foi gravada no Brasil enquanto estava de passagem com a sua turnê mundial The Neon Lights Tour e contém com participação de fãs da cantora. O clipe foi liberado no dia 26 de junho de 2014 pelo canal VEVO de Lovato. O video foi gravado na LA Pride.

## Divulgação
Em 6 de maio de 2013, Lovato pediu a seus seguidores do Twitter para "destravarem" a edição padrão do disco, colocando os títulos das músicas em hashtags. Um site especial lovaticsspeeduptime.com foi lançado, exibindo todas as canções ao lado de um relógio que era adiantado enquanto os tweets eram enviados. Os áudios eram então  disponibilizados no Youtube - mais tarde no VEVO. Todas as canções foram desbloqueadas dentro de quatro horas.
No dia 27 de setembro em sua página do Instagram a cantora divulgou um vídeo, com o titulo de "Neon Lights" afirmando um grande anuncio para o dia 29 do mesmo mês, mais tarde na naquele dia durante um live chat em sua conta no Facebook a cantora divulgou datas e o nome de sua próxima tour como forma de promover seu álbum "DEMI". A The Neon Lights Tour teve inicio em 09 de fevereiro de 2014 e passou pela América do norte e também na América latina. No mesmo anúncio afirmava que seu próximo single seria "Neon Lights".
Em 2014, com a comemoração de 1 ano do lançamento do álbum, Demi preparou uma surpresa para os fãs. No dia 9 de maio, Lovato pediu-lhes que acessassem o site "demiversary.com". Lá havia 13 velas para serem apagadas usando hashtags com título de cada música do álbum no Twitter, repetindo o mesmo feito em 2013, assim liberando uma surpresa. As velas eram apagadas conforme o número de tweets enviados com os títulos das músicas aumentavam. Em menos de 2 horas, todas as velas tinham sido apagadas e destravadas. Logo após em um live chat disponibilizado no site, a cantora anunciava as datas de suas próximas performances e surpresas que viriam ao longo da semana de comemoração. Demi citou que no dia 12 de maio seria lançada uma versão ao vivo de Neon Lights, e no dia 13, do mesmo mês, uma versão acústica de In Case, ambos lançados em sua conta no VEVO. A cantora também anunciou por meio do live chat, a data de lançamento do lyric video de seu quarto single Really Don't Care, faixa extraída do álbum DEMI, em parceria com a cantora britânica Cher Lloyd.
Em dezembro do mesmo ano, "Nightingale", embora não tenha sido lançada oficialmente como single, ganhou um videoclipe, segundo a cantora, como um presente natalino para os fãs: "Obrigada a todos pelo melhor ano! Meus Lovatics são realmente os melhores". No vídeo, que conta com a presença do ator Wilmer Valderrama, são mostradas cenas da cantora em turnê.
Seguindo a "The Neon Lights Tour", Demi anunciou sua primeira turnê mundial, e quinta em geral, a intitulada "Demi World Tour". Iniciada em setembro e tendo o seu término em junho de 2015, possuiu 42 apresentações, com Christina Perri e MKTO nos atos de abertura.

## Faixas
| Edição padrão |                                        |                                                                                      |                                           |         |  |
| N.º           | Título                                 | Compositor(es)                                                                       | Produtor(es)                              | Duração |  |
| 1.            | "Heart Attack"                         | Mitch Allan, Jason Evigan, Sean Douglas, Nikki Williams, Aaron Phillips, Demi Lovato | The Suspex                                | 3:30    |  |
| 2.            | "Made in the USA"                      | Jonas Jeberg, Evigan, Corey Chorus, Blair Perkins, Lovato                            | Jeberg, Evigan[A]                         | 3:16    |  |
| 3.            | "Without the Love"                     | Matt Squire, Roy Battle, Freddy Wexler, Lovato                                       | Squire, Battleroy, David "DQ" Quiñones[B] | 3:55    |  |
| 4.            | "Neon Lights"                          | Mario Marchetti, Tiffany Vartanyan, Ryan Tedder, Noel Zancanella, Lovato             | Tedder, Zancanella                        | 3:53    |  |
| 5.            | "Two Pieces"                           | Livvi Franc, Allan, Evigan                                                           | The Suspex                                | 4:25    |  |
| 6.            | "Nightingale"                          | Anne Preven, Matt Radosevich, Felicia Barton, Lovato                                 | Matt Rad, Preven[B]                       | 3:36    |  |
| 7.            | "In Case"                              | Emanuel Kiriakou, Priscilla Renea                                                    | Kiriakou                                  | 3:34    |  |
| 8.            | "Really Don't Care" (feat. Cher Lloyd) | Carl Falk, Rami Yacoub, Savan Kotecha, Lovato, Lloyd                                 | Falk, Yacoub                              | 3:21    |  |
| 9.            | "Fire Starter"                         | Jarrad Rogers, Lindy Robbins, Julia Michaels                                         | Rogers, Quiñones[B]                       | 3:24    |  |
| 10.           | "Something That We're Not"             | Lovato, Andrew Goldstein, Kiriakou, Kotecha                                          | Kiriakou, Goldstein                       | 3:17    |  |
| 11.           | "Never Been Hurt"                      | Ali Tamposi, Evigan, Jordan Johnson, Marcus Lomax, Stefan Johnson, Lovato            | Evigan, The Monsters & Strangerz          | 3:56    |  |
| 12.           | "Shouldn't Come Back"                  | Yacoub, Falk, Kotecha, Lovato                                                        | Falk, Yacoub                              | 3:49    |  |
| 13.           | "Warrior"                              | Lovato, Goldstein, Kiriakou, Lindy Robbins                                           | Kiriakou, Goldstein                       | 3:51    |  |

| Faixa bônus na Target |                              |                                                 |                     |         |  |
| N.º                   | Título                       | Compositor(es)                                  | Produtor(es)        | Duração |  |
| 14.                   | "I Hate You, Don't Leave Me" | Lovato, Evan "Kidd" Bogart, Goldstein, Kiriakou | Kiriakou, Goldstein | 3:33    |  |

| Faixas bônus no Reino Unido |                           |                                 |                      |         |  |
| N.º                         | Título                    | Compositor(es)                  | Produtor(es)         | Duração |  |
| 14.                         | "Give Your Heart a Break" | Josh Alexander, Billy Steinberg | Alexander, Steinberg | 3:25    |  |
| 15.                         | "Skyscraper"              | Toby Gad, Kerli Kõiv, Robbins   | Gad                  | 3:41    |  |

| Faixas bônus da edição deluxe brasileira |                              |         |  |
| N.º                                      | Título                       | Duração |  |
| 14.                                      | "I Hate You, Don't Leave Me" | 3:33    |  |
| 15.                                      | "Nightingale"                | Live    |  |
| 16.                                      | "Really Don't Care"          | Live    |  |
| 17.                                      | "Neon Lights"                | Live    |  |

| DVD da edição deluxe brasileira |                                                        |         |  |
| N.º                             | Título                                                 | Duração |  |
| 1.                              | "Heart Attack" (Videoclipe)                            |         |  |
| 2.                              | "Made in the USA" (Videoclipe)                         |         |  |
| 3.                              | "Neon Lights" (Videoclipe)                             |         |  |
| 4.                              | "Really Don't Care" (Vevo Presents)                    |         |  |
| 5.                              | "Heart Attack" (Vevo Presents)                         |         |  |
| 6.                              | "Nightingale" (Live)                                   |         |  |
| 7.                              | "Neon Lights" (Live)                                   |         |  |
| 8.                              | "In Case" (Live)                                       |         |  |
| 9.                              | "Neon Lights" (Cole Plante With Myon & Shane 54 Remix) |         |  |

- A^ Co-produtor.
- B^ Apenas vocal.

## Recepção da crítica
| Críticas profissionais | Críticas profissionais |
| Pontuações agregadas   | Pontuações agregadas   |
| Fonte                  | Avaliação              |
| ---------------------- | ---------------------- |
| Metacritic             | 64/100                 |
| Avaliações da crítica  |                        |
| Fonte                  | Avaliação              |
| About.com              | [ 23 ]                 |
| Allmusic               | [ 24 ]                 |
| Billboard              | 79/100                 |
| Boston Globe           | mista                  |
| Entertainment Weekly   | C+                     |
| New York Times         | positiva               |
| Newsday                | B                      |
| Rolling Stone          | [ 30 ]                 |
| USA Today              | [ 31 ]                 |

Jason Lipshutz escreveu uma resenha faixa-a-faixa para a Billboard, na qual comentou que o disco é "muito mais do que apenas um álbum pop feito para vender, com o objetivo de produzir três singles para a rádio e pouco mais". Ele completou, "O mais impressionante é que Demi assume riscos. Alguns deles não dão certo - o exemplo mais evidente sendo a dançante 'Neon Lights' - mas é mais interessante escutar Lovato tomar alguns desvios de som, em canções como a melancólica 'Shouldn't Come Back' e a incitadora 'Without the Love', do que vê-la existir de forma imutável". Ele citou as faixas "Made in the USA", "Really Don't Care" e "Something That We're Not" como destaques entre as de tempo acelerado, por "encontrarem a perfeita combinação entre diversão bubblegum e a voz poderosa de Lovato". No Entertainment Weekly, Melissa Maerz considerou que "o disco soa como um retorno decisivo ao teen pop", depois do amadurecimento do anterior Unbroken. Ela também escreveu que o disco não seria muito pessoal, e "até mesmo as canções confessionais, como a bela balada tocada ao piano 'In Case', não revelam muito além dos problemas comuns de garota sofrendo por amor".
No Boston Globe, Marc Hirsh comparou negativamente o disco com os dois primeiros da cantora, afirmando que ela parece estar "eliminando qualquer tipo de personalidade que puder. [...] Demi soa como se Lovato estivesse ansiando por canções de sucesso, quando ela costumava soar como se estivesse criando música e se divertindo". O crítico elogiou a faixa "Something That We're Not", que descreveu como "animadora" e "espirituosa", mas considerou que "Warrior" copia outra faixa da própria cantora, "Skyscraper", "substituindo uma metáfora idiossincrática intrigante por outra bem comum". Jon Caramanica, do The New York Times, descreveu o álbum como "muitas vezes impressionante" e considerou que é em faixas em que a produção foi minimizada, como "Shouldn't Come Back" e "In Case", que a cantora se expõe mais. Bill Lamb, crítico do portal About.com, escreveu de forma semelhante que Lovato pode "ser verdadeiramente fascinante quando permite que a vulnerabilidade seja mostrada em seus vocais". Ele descreveu Demi como "um disco pop sólido", que "não é perfeito, mas os melhores momentos são poderosos". Lamb destacou a faixa "Really Don't Care" como "uma ótima adição a uma playlist de verão".

## Demi: Deluxe
Demi foi relançado em 1 de dezembro de 2014 no Reino Unido, Itália e Canadá, com o título Demi: Deluxe. O mesmo foi anunciado em novembro de 2014, e esta versão possui a canção "Up", que tem autoria de Olly Murs em participação da cantora, seu single da trilha sonora de Frozen, "Let It Go", uma faixa cover de "Give Me Love" apresentada na Capital FM Studios, e três faixas de uma apresentação da cantora no Honda Center. Na versão do território britânico, tem as mesmas faixas bônus que a edição padrão.
| Edição deluxe |                                                                                        |                                                                                      |                                           |         |  |
| N.º           | Título                                                                                 | Compositor(es)                                                                       | Produtor(es)                              | Duração |  |
| 1.            | "Heart Attack"                                                                         | Mitch Allan, Jason Evigan, Sean Douglas, Nikki Williams, Aaron Phillips, Demi Lovato | The Suspex                                | 3:30    |  |
| 2.            | "Made in the USA"                                                                      | Jonas Jeberg, Evigan, Corey Chorus, Blair Perkins, Lovato                            | Jeberg, Evigan[A]                         | 3:16    |  |
| 3.            | "Without the Love"                                                                     | Matt Squire, Roy Battle, Freddy Wexler, Lovato                                       | Squire, Battleroy, David "DQ" Quiñones[B] | 3:55    |  |
| 4.            | "Neon Lights"                                                                          | Mario Marchetti, Tiffany Vartanyan, Ryan Tedder, Noel Zancanella, Lovato             | Tedder, Zancanella                        | 3:53    |  |
| 5.            | "Two Pieces"                                                                           | Livvi Franc, Allan, Evigan                                                           | The Suspex                                | 4:25    |  |
| 6.            | "Nightingale"                                                                          | Anne Preven, Matt Radosevich, Felicia Barton, Lovato                                 | Matt Rad, Preven[B]                       | 3:36    |  |
| 7.            | "In Case"                                                                              | Emanuel Kiriakou, Priscilla Renea                                                    | Kiriakou                                  | 3:34    |  |
| 8.            | "Really Don't Care" (feat. Cher Lloyd)                                                 | Carl Falk, Rami Yacoub, Savan Kotecha, Lovato, Lloyd                                 | Falk, Yacoub                              | 3:21    |  |
| 9.            | "Fire Starter"                                                                         | Jarrad Rogers, Lindy Robbins, Julia Michaels                                         | Rogers, Quiñones[B]                       | 3:24    |  |
| 10.           | "Something That We're Not"                                                             | Lovato, Andrew Goldstein, Kiriakou, Kotecha                                          | Kiriakou, Goldstein                       | 3:17    |  |
| 11.           | "Never Been Hurt"                                                                      | Ali Tamposi, Evigan, Jordan Johnson, Marcus Lomax, Stefan Johnson, Lovato            | Evigan, The Monsters & Strangerz          | 3:56    |  |
| 12.           | "Shouldn't Come Back"                                                                  | Yacoub, Falk, Kotecha, Lovato                                                        | Falk, Yacoub                              | 3:49    |  |
| 13.           | "Warrior"                                                                              | Lovato, Goldstein, Kiriakou, Lindy Robbins                                           | Kiriakou, Goldstein                       | 3:51    |  |
| 14.           | "Up" (com Olly Murs)                                                                   |                                                                                      |                                           | 3:44    |  |
| 15.           | "I Hate You, Don't Leave Me"                                                           |                                                                                      |                                           | 3:33    |  |
| 16.           | "Let It Go" (Versão single)                                                            |                                                                                      |                                           | 3:45    |  |
| 17.           | "Give Me Love" (Live at Capital FM Studios in London, UK) (versão cover de Ed Sheeran) |                                                                                      |                                           | 4:56    |  |
| 18.           | "Nightingale" (Live from Honda Center)                                                 |                                                                                      |                                           | 3:36    |  |
| 19.           | "Neon Lights" (Live from Honda Center)                                                 |                                                                                      |                                           | 4:22    |  |
| 20.           | "Really Don't Care" (Live from Honda Center)                                           |                                                                                      |                                           | 3:31    |  |

| Faixas bônus do Reino Unido |                           |                                 |                      |         |  |
| N.º                         | Título                    | Compositor(es)                  | Produtor(es)         | Duração |  |
| 14.                         | "Give Your Heart a Break" | Josh Alexander, Billy Steinberg | Alexander, Steinberg | 3:25    |  |
| 15.                         | "Skyscraper"              | Toby Gad, Kerli Kõiv, Robbins   | Gad                  | 3:41    |  |

- A^ Co-produtor.
- B^ Apenas vocal.

## Paradas musicais
| Parada (2013-14)                    | Melhor posição |
| ----------------------------------- | -------------- |
| Alemanha (Media Control)            | 39             |
| Austrália (ARIA)                    | 14             |
| Bélgica (Ultratop - Flanders)       | 67             |
| Bélgica (Ultratop - Valônia)        | 53             |
| Brasil (ABPD)                       | 1              |
| Canadá (Canadian Albums Chart)      | 1              |
| Dinamarca (Hitlisten)               | 8              |
| Espanha (Promusicae)                | 3              |
| Estados Unidos (Billboard 200)      | 3              |
| Finlândia (Suomen virallinen lista) | 48             |
| França (SNEP)                       | 89             |
| Grécia (IFPI)                       | 33             |
| Irlanda (IRMA)                      | 8              |
| Itália (FIMI)                       | 4              |
| Japão (Oricon)                      | 206            |
| Nova Zelândia (RIANZ)               | 7              |
| Noruega (VG-lista)                  | 4              |
| Países Baixos (MegaCharts)          | 17             |
| Polônia (ZPAV)                      | 45             |
| Portugal (AFP Top 30)               | 15             |
| Reino Unido (OCC)                   | 10             |
| Chéquia (IFPI)                      | 26             |
| Suécia (Sverigetopplistan)          | 36             |
| Suíça (Schweizer Hitparade)         | 36             |

| País                      | Certificação | Vendas     |
| ------------------------- | ------------ | ---------- |
| Estados Unidos (RIAA)     | Platina      | 1.000.000+ |
| Brasil (ABPD)             | Diamante     | 160.000+   |
| Reino Unido (BPI)         | Ouro         | 400.000+   |
| Canadá (Music Canada)     | 2× Platina   | 110.000+   |
| México (AMPROFON)         | 2× Platina   | 100.000+   |
| Argentina (CAPIF)         | Ouro         | 20.000+    |
| Colômbia (APDIF Colombia) | 2× Platina   | 30.000+    |
| Equador (IFPI)            | Ouro         | 3.000+     |

## Histórico de lançamento
| País           | Data               | Formato              | Distribuição      |
| -------------- | ------------------ | -------------------- | ----------------- |
| Austrália      | 10 de maio 2013    | CD, download digital | Hollywood Records |
| Nova Zelândia  | 10 de maio 2013    | CD, download digital | Hollywood Records |
| Países Baixos  | 10 de maio 2013    | CD, download digital | Universal Music   |
| Suíça          | 10 de maio 2013    | CD, download digital | Universal Music   |
| Chéquia        | 13 de maio de 2013 | CD, download digital | Universal Music   |
| França         | 13 de maio de 2013 | CD, download digital | Universal Music   |
| Itália         | 13 de maio de 2013 | CD, download digital | Universal Music   |
| Noruega        | 13 de maio de 2013 | CD, download digital | Universal Music   |
| Polônia        | 13 de maio de 2013 | CD, download digital | Universal Music   |
| Portugal       | 13 de maio de 2013 | CD, download digital | Universal Music   |
| Espanha        | 13 de maio de 2013 | CD, download digital | Universal Music   |
| Brasil         | 13 de maio de 2013 | CD, download digital | Hollywood Records |
| Hong Kong      | 13 de maio de 2013 | CD, download digital | Hollywood Records |
| Índia          | 13 de maio de 2013 | CD, download digital | Hollywood Records |
| Malásia        | 13 de maio de 2013 | CD, download digital | Hollywood Records |
| Estados Unidos | 14 de maio de 2013 | CD, download digital | Hollywood Records |
| Canadá         | 14 de maio de 2013 | CD, download digital | Hollywood Records |
| Irlanda        | 17 de maio de 2013 | CD, download digital | Universal Music   |
| Reino Unido    | 20 de maio de 2013 | CD, download digital | Universal Music   |
| Alemanha       | 30 de maio de 2013 | CD, download digital | Universal Music   |